# 229년

## 연호
- 위(魏) 태화(太和) 3년
- 촉(蜀) 건흥(建興) 7년
- 오(吳) 황무(黃武) 8년 / 황룡(黃龍) 원년

## 기년
- 위(魏) 명제(明帝) 3년
- 촉(蜀) 후주(後主) 7년
- 오(吳) 대제(大帝) 8년
- 신라(新羅) 내해 이사금(奈解泥師今) 34년
- 고구려(高句麗) 동천왕(東川王) 3년
- 백제(百濟) 구수왕(仇首王) 16년

## 사건
- 음력 4월, 신라, 뱀이 남쪽 창고에서 사흘을 울었다.
- 음력 9월, 신라에서 지진이 일어났다.
- 음력 10월, 신라, 눈이 많이 와서 깊이가 오척에 달했다.

## 사망
- 중국 촉한(蜀漢)의 무관 조운

## 참고 문헌
- 김부식 (1145), 《삼국사기》 〈권2〉 내해 이사금 조(條)